# Jackie Tohn

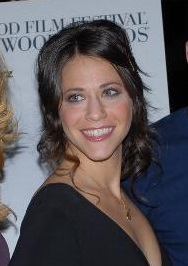
Jackie Tohn

Jaclyn „Jackie“ Tohn (* 25. August 1980 in Hempstead, New York) ist eine US-amerikanische Schauspielerin und Musikerin.
Jackie Tohn ist seit Mitte der 1990er Jahre als Schauspielerin aktiv. Sie war in zahlreichen Nebenrollen im Fernsehen, Film und Theater engagiert. 2009 nahm sie an der Castingshow American Idol teil. Seit 2017 spielt sie die Figur Melanie Rosen in der Netflix-Serie GLOW.

## Filmografie (Auswahl)
- 1994–1996: Die Nanny (The Nanny, Fernsehserie, zwei Folgen)
- 1999: Die Sopranos (The Sopranos, Fernsehserie, eine Folge)
- 2007: Veronica Mars (Fernsehserie)
- 2007: It’s Always Sunny in Philadelphia (Fernsehserie, Folge 3x01[1])
- 2007: Postal
- 2011: CSI: NY (Fernsehserie, eine Folge)
- 2016: The Good Place (Fernsehserie, zwei Folgen)
- 2017–2019: GLOW (Fernsehserie, 30 Folgen)
- 2019: Elsewhere
- 2020: Royalties (Fernsehserie, drei Folgen)
- 2020: The Opening Act
- 2022: Give Me an A
- 2023: Old Dads
- 2023: Generation V (Gen V, Fernsehserie, zwei Folgen)
- 2023: Step Aside
- 2024: Nobody Wants This (Fernsehserie)
- 2025: Navy CIS (Fernsehserie, eine Folge)
- 2025: The Floaters